# Carole Feuerman
Pour les articles homonymes, voir Feuermann.
Carole A. Feuerman, née en 1945 à Hartford, est une sculptrice et artiste américaine du courant artistique de l'hyperréalisme,. Elle utilise une variété de supports, notamment la résine, le marbre et le bronze. Elle expose à la National Portrait Gallery de la Smithsonian Institution et au Palais Strozzi à Florence.

## Biographie

### Débuts
Carole Feuerman grandit à New York. Dès son plus jeune âge, elle a été dissuadée d'être une artiste. Elle a fréquenté la School of Visual Arts de New York pour commencer sa carrière d'illustratrice. Avant son succès, elle est passée par Carole Jean, illustrant pour le New York Times, et a créé des couvertures d'albums pour Alice Cooper et les Rolling Stones. Au cours des années 1970, elle a commencé à expérimenter différents types de médias. Feuerman a été embauché un peu plus tard par National Lampoon et a créé la sculpture "Nose to the Grindstone" qui a été utilisée comme couverture du numéro de novembre 1975.

### Carrière
En 1981, Feuerman a été choisi par un jury au Heckscher Museum de Long Island. Elle a exposé ses œuvres à l'Université Fordham et a été choisie pour participer au programme d'apprentissage par les arts mené par le musée Guggenheim.
En 1989, Feuerman a commencé à travailler sa première grande campagne de marketing avec Absolut Vodka. La Suède n'autorisant pas la publicité pour l'alcool, le plan marketing d'Absolut Vodka était de pousser la publicité dans d'autres régions du monde. Feuerman a créé des personnages grandeur nature dans une vitrine en verre qui ont défilé dans des camions dans les rues de Los Angeles et de Manhattan.
En 2008, Feuerman a été chargé par l'artiste Seward Johnson et la Sculpture Foundation de créer une installation de sculpture en bronze peint pour la collection permanente de Grounds for Sculpture.
En mai 2012, Feuerman a dévoilé sa sculpture monumentale Survival of Serena en bronze peint avec le Department of Parks and Recreation de New York. Sa sœur en résine a fait ses débuts à la Biennale de Venise en 2007. La nouvelle Survival of Serena est la première d'une série de sculptures en bronze peintes de l'artiste conçues spécifiquement pour être placées à l'extérieur. La sculpture en bronze a été installée sur la place Petrosino jusqu'en septembre avant de se rendre au Boca Raton Beach Resort en Floride. En 2012, Feuerman's Quan, une sculpture en bronze peint d'une femme en équilibre sur une boule d'acier inoxydable poli, a été présentée au Frederik Meijer Gardens & Sculpture Park à Grand Rapids, Michigan dans le cadre de l'exposition collective Body Double: The Figure in Contemporary Sculpture.

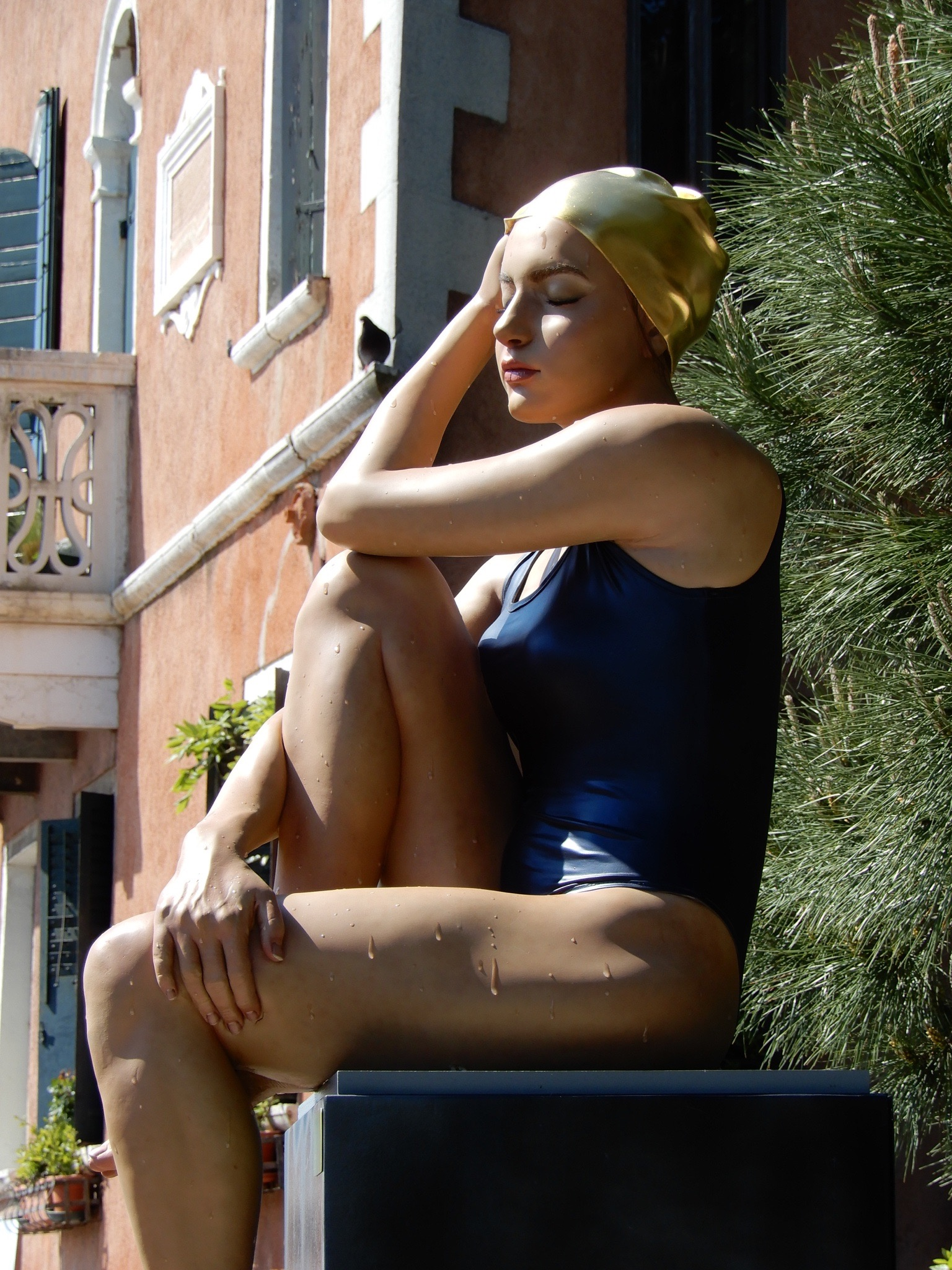
Sculpture hyperréaliste The Midpoint, à la Biennale de Venise 2017.

Un plongeur sculpté en bronze intitulé The Golden Mean at Riverfront Green Park with Hudson Valley Center for Contemporary Art in Peekskill, New York a été dévoilé en septembre 2012. Un documentaire vidéo sur les cinq ans de création de l'œuvre a été mis en ligne. En 2013, la ville de Peekskill a annoncé l'acquisition de la sculpture en tant que monument permanent de la ville. Un deuxième plongeur a été créé pour son exposition solo du printemps 2013 à Jim Kempner Fine Art également intitulée The Golden Mean, où il a été exposé dans le jardin de sculptures en plein air pendant l'été, puis déplacé vers une exposition de sculptures en plein air de huit pièces à Mana Contemporary à Ville de Jersey. Le modèle monumental utilisé pour créer le bronze a été installé à la Biennale de Venise 2013.
En mai 2014, NetApp a dévoilé une nouvelle commande de Feuerman intitulée Double Diver, offerte à la ville de Sunnyvale, en Californie. La sculpture est de 2,5 tonnes de bronze et d'acier en équilibre sur deux poignets de 6 pouces.
En 2015, Feuerman a eu des expositions personnelles à Florence, Hong Kong, Francfort, Corée, New York, Miami et Chicago. Elle faisait partie d'une exposition collective Love au Hudson Valley Center for Contemporary Art. Deux de ses sculptures, DurgaMa et Leda and the Swan, ont été présentées à la Biennale de Venise 2015 au Palazzo Mora.
En 2017, la Global Art Affairs Foundation a organisé une exposition personnelle en l'honneur de Feuerman intitulée Personal Structures - Open Borders, l'une des nombreuses expositions entourant la Biennale de Venise, où Feuerman est présent depuis des décennies.
À l'été 2018, Feuerman a présenté une exposition personnelle à Knokke-Heist, en Belgique, dans le cadre de la 25e édition de Sculpture Link. L'exposition présentait onze de ses œuvres publiques en plein air, dont la sculpture intitulée The Midpoint,.